# 742 Evergreen Terrace
742 Evergreen Terrace (ou a Casa dos Simpsons) é o endereço fictício na qual reside a família Simpson (Homer, Marge, Bart, Lisa e Maggie), do seriado animado The Simpsons, localizado na cidade de Springfield, nos Estados Unidos. No endereço, localiza-se uma típica residência de classe média baixa estadunidense, no subúrbio da cidade; seus principais vizinhos são a família Flanders.
O nome da rua é uma referência ao Evergreen State College, localizado em Olympia, Washington, onde o criador do programa Matt Groening formou-se. No programa, o endereço do domicílio apresentava erros constantes. Em 1997, uma réplica da casa foi construída em 712 Red Bark Lane na cidade de Henderson, Nevada, e foi cedida como um grande prêmio num concurso.